# سام ماكناب
سام ماكناب (بالإنجليزية: Sam McNab)‏ (20 أكتوبر 1926 بغلاسكو في المملكة المتحدة - 2 نوفمبر 1995 بغلاسكو في المملكة المتحدة) هو لاعب كرة قدم بريطاني (وحمل سابقاً جنسية المملكة المتحدة لبريطانيا العظمى وأيرلندا) في مركز مهاجم داخلي. لعب مع شيفيلد يونايتد ونادي يورك سيتي وهاميلتون أكاديميكال ونادي تشيلتنهام تاون لكرة القدم وDalry Thistle F.C. ‏.